# Hugo Suette
Hugo Suette (* 27. Juni 1903 in Graz; † 1949 in Erlangen) war ein österreichischer SA-Führer und Kreisleiter des Kreises Deutschlandsberg der NSDAP. Gegen Ende des Zweiten Weltkriegs ereigneten sich in seinem Amtsbereich Endphaseverbrechen, für die er als Drahtzieher bzw. Hauptverantwortlicher jedoch nie gerichtlich belangt wurde.

## Leben
Über Hugo Suettes frühe Jahre sind in der Literatur keine Angaben zu finden. Der österreichischen NSDAP trat er bereits am 1. September 1927 bei (Mitgliedsnummer 54.251).
Während des nationalsozialistischen Juliputsches befehligte Suette im Rang eines Obersturmführers den Sturmbann II (Graz-West) der SA-Standarte 27, dessen Aktionen in der steirischen Landeshauptstadt allerdings erfolglos verliefen. Eigenen Angaben zufolge wurde Suette am Abend des 25. Juli 1934 von einer Gendarmeriepatrouille verhaftet, als er mit dem Fahrrad von Graz-Puntigam auf dem Weg nach Graz-Eggenberg war, um sich bei den ihm unterstellten SA-Stürmen persönlich von der Ausführung seiner Befehle zu überzeugen.
Am 29. Juli wurde Suette an die Grazer Polizeidirektion überstellt, wo er bis 29. August inhaftiert war, u. a. auch, weil er mit einem Sprengstoffanschlag in Verbindung gebracht wurde. Die anschließende Zeit bis zu seiner Enthaftung am 13. September 1934 verbrachte er im Landesgericht Graz. Schon einen Tag nach seiner Enthaftung setzte sich Suette über Ungarn nach Jugoslawien ab, wo zu dieser Zeit zahlreiche aus Österreich geflüchtete Juliputschisten in Lagern in Kroatien lebten. Am 27. November 1934 begab sich Suette nach München. Von dort gelangte er nach Erlangen, wo er 1936 an der Universität sein Studium abschloss. Der Titel seiner Dissertation, die auch verlegt wurde, lautete: „Der nationale Kampf in der Südsteiermark 1867-1897“.
Nach dem „Anschluss“ an das Deutsche Reich im März 1938 gelang Suette ein politisches Comeback, das in seiner Ernennung zum Kreisleiter des Kreises Deutschlandsberg gipfelte. Vorausgegangen war seiner Ernennung ein Machtkampf zwischen den Stainzer und den Deutschlandsberger Nationalsozialisten. Letztere bemühten sich erfolgreich, den Sitz der Kreisleitung der NSDAP von Stainz nach Deutschlandsberg zu verlegen, nachdem sie der Kreisleitung unentgeltlich einen Amtssitz zur Verfügung gestellt hatten.
Hugo Suette war bis Kriegsende Kreisleiter in Deutschlandsberg. In der Endphase des Krieges wurden auf seine telefonische Anordnung hin am 1. April 1945 fünf Mitglieder der Österreichischen Freiheitsfront – Kampfgruppe Steiermark, einer militärisch organisierten Widerstandsgruppe, deren Angehörige als Koralmpartisanen in die Literatur eingingen, auf dem Schießplatz des RAD-Lagers St. Oswald in Freiland erschossen. Unter ihnen befand sich auch Leo Engelmann (* 1914), ein österreichischer Spanienkämpfer. Ein weiteres Verbrechen, das Suette anordnete, war die am 10. April erfolgte Erschießung von 18 Menschen, unter ihnen der Widerstandskämpfer Ludwig Mooslechner, in einem Bombenkrater auf der Hebalm. Auch die Ermordung von fünf desertierten Soldaten am 23. April 1945 „ging höchstwahrscheinlich auf Suettes Konto“.
Sieben der an den Morden vom 1. April 1945 Beteiligten mussten sich im Rahmen des Grazer Partisanenmordprozesses vor dem dortigen Volksgericht im September 1946 verantworten. Suette als Drahtzieher dieses Verbrechens konnte jedoch nicht belangt werden. Da er erst am 7. September dieses Jahres von den Briten in Wien verhaftet wurde, war die Frist für seine Einbeziehung in das bereits laufende Strafverfahren abgelaufen. Anfang November 1946 gelang es ihm aus dem Internierungslager Wetzelsdorf in Graz, wohin er überstellt worden war, zu entfliehen, weswegen das gegen ihn eingeleitete Verfahren (LGS Graz, Vr 1449/99) nicht abgeschlossen werden konnte. Suette gelangte unerkannt nach Erlangen, wo er 1949 starb, ohne jemals für seine Verbrechen belangt worden zu sein.

## Werke
- Henning Volkmar (= Pseudonym für Hugo Suette): Untersteier, die deutsche Südostmark. Sima-Verlag, Deutschlandsberg 1934. (44 Seiten)[7]
- Der nationale Kampf in der Südsteiermark 1867 bis 1897 (= Veröffentlichungen des Instituts zur Erforschung des deutschen Volkstums im Süden und Südosten in München und des Instituts für ostbairische Heimatforschung in Passau, Nr. 12). Verlag Max Schick, München 1936.